# Sestav šestih pentagramskih antiprizem
Sestav šestih pentagramskih antiprizem je v geometriji sestav uniformnih poliedrov  s kiralno  simetrično razporeditvijo šestih pentagramskih antiprizem, ki so razporejene vzdolž osi s petkratno vrtilno simetrijo dodekaedra.

## Kartezične koordinate
Kartezične koordinate oglišč so vse ciklične permutacije vrednosti:
(±(τ+√τ−1), ±τ−1, ±(−1+√τ))
(±√τ−1, ±2, ±√τ)
(±(−τ+√τ−1), ±τ−1, ±(1+√τ))
(±(−1+√τ−1), ±(−τ), ±(τ−1+√τ))
(±(1+√τ−1), ±(−τ), ±(−τ−1+√τ))
s sodim številom minusov v izbiri '±' kjer je τ = (1+√5)/2 zlati rez, ki ga včasih pišemo kot φ.

## Vir
- Skilling, John (1976), »Uniform Compounds of Uniform Polyhedra«, Mathematical Proceedings of the Cambridge Philosophical Society, 79 (3): 447–457, doi:10.1017/S0305004100052440, MR 0397554.